# IC 1251
IC 1251 је спирална галаксија у сазвјежђу Змај која се налази на листи објеката дубоког неба у Индекс каталогу.
Деклинација објекта је + 72° 24' 35" а ректасцензија 17h 10m 12,9s. Привидна величина (магнитуда) објекта IC 1251 износи 13,5 а фотографска магнитуда 14,2. IC 1251 је још познат и под ознакама UGC 10757, MCG 12-16-21, CGCG 339-29, PGC 59735.